# ويليام أندرسون (عسكري)
ويليام أندرسون هو عسكري كندي، ولد في 7 مايو 1915 في مونتريال في كندا، وتوفي في 17 فبراير 2000 في أوتاوا في كندا.